# にのにの
『にのにの』は、たかちひろなりによる日本の学園ギャグ漫画作品。コミックスマートが運営するウェブコミック配信サイト『GANMA!』において、2019年1月6日から2020年3月29日まで毎週日曜日更新で連載された。
一高等学校2年2組を舞台に、毎話2年2組の生徒をメインに話が展開するショートコメディで基本的に一話完結である。下ネタ、エロボケも少なくない。

## 登場人物
花村ひより
一高等学校2年2組の女子生徒。2004年2月2日生まれ。長い髪をポニーテールにしている。1話などのヒロインで時々エロボケ発言をする。公助に気がある。
工藤公助
一高等学校2年2組の男子生徒。2003年11月15日生まれ。1話などの主人公。寝癖があり、無表情でやる気がない印象を森川に持たれている。姉がいる。
泉誠司
一高等学校2年2組の男子生徒。2003年6月12日生まれ。2話などの主人公。息をするようにエロボケをかまし、他人のリップクリームをムケてほしいトコに塗る危険人物。野球部の高杉とは友人で、高杉が甲子園予選でホームランを打ったら保険がきかない手術をすると約束していた。
森川三波
一高等学校2年2組の女子生徒。2003年8月24日生まれ。2話などのヒロイン。自分の席が泉の前であるために泉のエロボケに辟易しており、告訴を検討している。一方で、泉のエロボケに突っ込みを入れる知識はある。
杉野竜一
一高等学校2年2組の男子生徒。強面でケンカが強いが、お腹が弱いトイレ番長。
鏡まひる
一高等学校2年2組の女子生徒。双子の姉は小豆で周囲から名前を「大豆」と間違われることがある。
鏡小豆
一高等学校2年2組の女子生徒。双子の妹はまひる。ツインテール。姉のプライドが強い一方で身長が低くロリ体型。
リンダ・クリフォード
一高等学校2年2組の女子生徒で留学生だが、作中で「林田」と呼ばれるようになる。泉にエロボケの教唆を受けるなど、作中ではエロボケ担当。
高杉正二郎
一高等学校2年2組の男子生徒。野球部主将で泉の友人。1年生時点の打率は4割。
伊賀忍
一高等学校2年2組の女子生徒。ひより達から忍者と思われているが、実はアンドロイド。
山宮魔美
一高等学校2年2組の女子生徒。魔女。意識高い系の性格の持ち主で男女平等をかかげるが、こじらせすぎて泉と意気投合することがある。
ゴルゴンディアス
一高等学校2年2組生徒。魔美が召喚した使い魔。女子大好きで女性の制服を着用している。一人称は「我」。
星野雲母（ほしのきらら）
一高等学校2年2組の女子生徒。宇宙人のような外見をしており、畑などの他人の記憶を消すことが多い。
畑寛治
一高等学校2年2組の男子生徒。星野を宇宙人と疑っているが、よく記憶を消される。
石田大樹
一高等学校2年2組の男子生徒。畑の親友。ひよりからは魔女っ娘大好きのかくれオタクと思われている。
白鳥実
一高等学校2年2組の女子生徒。生徒会長。作中屈指の巨乳で、成績優秀、スポーツ万能、金持ち。
九リンコ（いちじくりんこ）
一高等学校2年2組の女子生徒。幽霊。過去に三波と海水浴にいった際に溺死しているが、誰でも触れてくっきり見えるために幽霊扱いされていない。
三ツ森浩次
一高等学校2年2組の男子生徒。長髪で近眼。
清水藍（しみずあい）
一高等学校2年2組の女子生徒。杉野を恐れず、背中に刺青がある。
犬飼譲
一高等学校2年2組生徒。オス。入学以来一度も教室に顔を出さず、クラスメイトと携帯電話で会話する都市伝説的な存在。
明治美子（めいじみこ）
一高等学校2年2組の女子生徒。
本田光
一高等学校2年2組の女子生徒。黒ギャル。
本田さやか
一高等学校2年2組の女子生徒。
本田ひろし
一高等学校2年2組の男子生徒。
本田明
一高等学校2年2組の男子生徒。
本田勝利
一高等学校2年2組の男子生徒。
木田まい子
一高等学校2年2組の女子生徒。ひよりからは苗字を「本田」と思われている。メガネをかけている。

## 用語
一高等学校（にのまえこうとうがっこう）
本作の舞台となる高校。甲子園予選大会では野球部にマスコミからの取材が来ていた。